# NGC 7

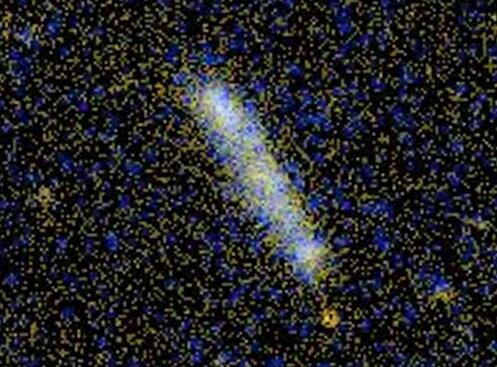
NGC 7 de GALEX en ultravioleta

NGC 7 es una galaxia espiral ubicada en la constelación del escultor. Fue descubierto por el astrónomo inglés John Herschel en 1834, quien en ese momento estaba usando un telescopio reflector de 18,7 pulgadas. El astrónomo Steve Gottlieb describió la galaxia como débil, aunque grande, y desde la perspectiva de la Vía Láctea; también observó que la galaxia solo podía observarse claramente con la visión periférica, no mirándola directamente.